# داتا، فوکوشیما
داتا در استان فوکوشیما در کشور ژاپن  واقع شده است  که دارای جمعیت ۶۷٬۴۸۷ نفر و مساحت ۲۶۵٫۱۰ کیلومتر مربع با تراکم جمعیت ۲۵۵  نفر در کیلومترمربع است و در تاریخ ۱ ژانویه ۲۰۰۶ به عنوان شهر شناخته شد.